# Rio Meno
O Meno em Würzburg.
O rio Meno (em alemão:  Main) é um rio da Alemanha, cujas nascentes - o Meno Branco e o Meno Vermelho - se localizam no norte da Baviera na região da Francônia. No seu percurso até o rio Reno passa pelos estados da Baviera, Baden-Württemberg e Hessen.
O rio Meno é navegável por 388 km entre Bamberg e sua foz perto de Wiesbaden, quando desagua no rio Reno. A maior cidade ao longo do rio Meno é Frankfurt am Main. As cidades portuárias mais importantes são Bamberg, Schweinfurt, Wurtzburgo, Karlstadt, Aschaffenburg e Frankfurt am Main.